# Betty Rojtman
Pour les articles homonymes, voir Roitman.
Betty Rojtman (Roitman) (née le 22 juillet 1949 à Paris) est professeur émérite de l'université hébraïque de Jérusalem.

## Biographie
Betty Rojtman est née le 22 juillet 1949 à  Paris. Elle est la fille du rabbin Paul Roitman (29 janvier 1920, Tarnów, Galicie, Pologne-21 août 2007, Jérusalem, Israël) et de Léa Roitman (née Schleider) (1919, Pologne-2014, Jérusalem, Israël).
Ses parents se marient à Paris en janvier 1945.
Elle fait partie d'une fratrie de 3 enfants: son frère aîné, Julien Roitman, né fin 1945, Conseil national des ingénieurs et scientifiques de France, secrétaire général de la Fondation Casip-Cojasor, et Eliane (Ilana) Klutstein (épouse de Marc William Klutstein, né à Paris, le 7 mai 1953 à Paris, cardiologue), professeur émérite à l'université hébraïque de Jérusalem.
Elle est titulaire de la chaire Katherine Cornell de littérature comparée, elle devient directrice des études françaises et dirige le Centre Desmarais de Recherche sur la Culture française. Elle collabore avec le Collège International de Philosophie, l’Institut d’Etudes Avancées et l’Institut Elie Wiesel.

## Ouvrages
- Feu noir sur feu blanc, Verdier, 1986
- Une grave distraction, préface de Paul Ricœur, Balland, 1991
- Le pardon à la lune, Gallimard, 2001
- Une rencontre improbable, Gallimard, 2002
- Moïse, prophète des nostalgies, Gallimard, 2007
- Une faim d'abîme, éditions Desclée de Brouwer, 2019

## Honneurs
- Chevalier dans l'ordre des Palmes académiques.